# 卡姆列特-塔虎脫溶劑參數
卡姆列特-塔虎脫溶劑參數（Kamlet-Taft solvent parameters），用于勘测溶剂极性的参数，方法是通过在紫外中加入溶剂化变色染料，算出α（氢键酸性）、β（氢键碱性）、π*（偶極矩/極化程度）等与极性相关的参数值，来精确评估溶剂极性。